# Richard Curtis
Richard Whalley Anthony Curtis, CBE (Wellington, 1956. november 8. –) BAFTA- és kétszeres Primetime Emmy-díjas brit forgatókönyvíró, filmrendező és filmproducer.

## Élete és pályafutása
Nagy-Britannia egyik legsikeresebb forgatókönyvírójaként olyan romantikus vígjátékokat készített el, mint a Négy esküvő és egy temetés (1994), a Sztárom a párom (1999), a Bridget Jones naplója (2001), a Bridget Jones: Mindjárt megőrülök! (2004), az Időről időre (2013) és a Yesterday (2019). Az Igazából szerelem (2003) és az Időről időre (2013) filmeket rendezőként is jegyzi. Társ-forgatókönyvírója volt a Fekete Vipera, a Mr. Bean és A Dibley-i lelkész című brit sorozatoknak. 
2007-ben megkapta a BAFTA Akadémiai tagságot, a Brit Film- és Televíziós Akadémia legrangosabb elismerését. A 2008-as Britannia-díjátadón Humanitárius-díjjal tüntették ki a Comic Relief elnevezésű brit jótékonysági szervezet megalapításáért, valamint más karitatív ügyek támogatásáért. Ugyanebben az évben 12. helyezett lett a The Daily Telegraph „a brit kultúra száz legbefolyásosabb embere” listáján". 2012-ben Nagy-Britannia egyik kulturális ikonjaként felkerült Sir Peter Blake albumborítójára, amelyet a The Beatles Sgt. Pepper’s Lonely Hearts Club Band albumához készült.

## Filmográfia

### Film
| Év   | Magyar cím                         | Eredeti cím                       | Feladatkör | Feladatkör | Feladatkör |
| Év   | Magyar cím                         | Eredeti cím                       | Rendező    | Író        | Producer   |
| ---- | ---------------------------------- | --------------------------------- | ---------- | ---------- | ---------- |
| 1989 | A nagy balek                       | The Tall Guy                      | Nem        | Igen       | Nem        |
| 1994 | Négy esküvő és egy temetés         | Four Weddings and a Funeral       | Nem        | Igen       | Vezető     |
| 1997 | Bean – Az igazi katasztrófafilm    | Bean                              | Nem        | Igen       | Vezető     |
| 1999 | Sztárom a párom                    | Notting Hill                      | Nem        | Igen       | Vezető     |
| 2001 | Bridget Jones naplója              | Bridget Jones's Diary             | Nem        | Igen       | Nem        |
| 2003 | Igazából szerelem                  | Love Actually                     | Igen       | Igen       | Nem        |
| 2004 | Bridget Jones: Mindjárt megőrülök! | Bridget Jones: The Edge of Reason | Nem        | Igen       | Nem        |
| 2007 | Mr. Bean nyaral                    | Mr. Bean's Holiday                | Nem        | Nem        | Vezető     |
| 2009 | Rockhajó                           | The Boat That Rocked              | Igen       | Igen       | Vezető     |
| 2011 | Hadak útján                        | War Horse                         | Nem        | Igen       | Nem        |
| 2013 | Időről időre                       | About Time                        | Igen       | Igen       | Vezető     |
| 2014 | Szeméttelep                        | Trash                             | Nem        | Igen       | Nem        |
| 2018 | Mamma Mia! Sose hagyjuk abba       | Mamma Mia! Here We Go Again       | Nem        | Sztori     | Vezető     |
| 2019 | Yesterday                          | Yesterday                         | Nem        | Igen       | Igen       |

### Televízió
| Év        | Magyar cím                     | Eredeti cím                        | Feladatkör | Feladatkör | Feladatkör      | Megjegyzések                              |
| Év        | Magyar cím                     | Eredeti cím                        | Rendező    | Író        | Vezető producer | Megjegyzések                              |
| --------- | ------------------------------ | ---------------------------------- | ---------- | ---------- | --------------- | ----------------------------------------- |
| 1979–1982 |                                | Not the Nine O'Clock News          | Nem        | Igen       | Nem             |                                           |
| 1983–1989 | Fekete Vipera                  | Blackadder                         | Nem        | Igen       | Nem             |                                           |
| 1984–1985 |                                | Spitting Image                     | Nem        | Igen       | Nem             |                                           |
| 1990–1995 | Mr. Bean                       | Mr. Bean                           | Nem        | Igen       | Nem             | társalkotó                                |
| 1991      | Bernard és a dzsinn            | Bernard and the Genie              | Nem        | Igen       | Nem             | tévéfilm                                  |
| 1994–2007 | A Dibley-i lelkész             | The Vicar of Dibley                | Nem        | Igen       | Igen            |                                           |
| 1999–2007 | Robbie, a rénszarvas           | Robbie the Reindeer                | Nem        | Igen       | Nem             |                                           |
| 2005      | Kávé és szerelem               | The Girl in the Café               | Nem        | Igen       | Igen            | tévéfilm                                  |
| 2007      | Baleseti sebészet              | Casualty                           | Nem        | Igen       | Nem             | 1 epizód                                  |
| 2008      | Női szimat nyomozóiroda        | The No. 1 Ladies' Detective Agency | Nem        | Igen       | Igen            | próbaepizód                               |
| 2010      | Ki vagy, doki?                 | Doctor Who                         | Nem        | Igen       | Nem             | 1 epizód (Vincent and the Doctor)         |
| 2013      | Mary és Martha                 | Mary and Martha                    | Nem        | Igen       | Nem             | tévéfilm                                  |
| 2015      | Akéb sőnket – Nőj meg, teknős! | Roald Dahl's Esio Trot             | Nem        | Igen       | Nem             | tévéfilm                                  |
| 2017      |                                | Red Nose Day Actually              | Igen       | Igen       | Nem             | - rövidfilm - társrendező: Mat Whitecross |
| 2019      |                                | One Red Nose Day and a Wedding     | Nem        | Igen       | Nem             | rövidfilm                                 |

## Díjak és jelölések
Film
| Jelölt mű                         | Díj              | Kategória                    | Év   | Eredmény |
| --------------------------------- | ---------------- | ---------------------------- | ---- | -------- |
| Négy esküvő és egy temetés (1994) | Oscar-díj        | legjobb eredeti forgatókönyv | 1995 | Jelölve  |
| Négy esküvő és egy temetés (1994) | Golden Globe-díj | legjobb forgatókönyv         | 1995 | Jelölve  |
| Négy esküvő és egy temetés (1994) | BAFTA-díj        | legjobb eredeti forgatókönyv | 1995 | Jelölve  |
| Igazából szerelem (2003)          | Golden Globe-díj | legjobb forgatókönyv         | 2004 | Jelölve  |
| Igazából szerelem (2003)          | BAFTA-díj        | legjobb eredeti forgatókönyv | 2004 | Jelölve  |

Televízió

## Fordítás
- Ez a szócikk részben vagy egészben  a   Richard Curtis című angol Wikipédia-szócikk fordításán alapul.  Az eredeti cikk szerkesztőit annak laptörténete sorolja fel. Ez a jelzés csupán a megfogalmazás eredetét és a szerzői jogokat jelzi, nem szolgál a cikkben szereplő információk forrásmegjelöléseként.